# Rachel Heal
Rachel Heal, (Bebington, Merseyside, 1 d'abril de 1973) és una exciclista i actual directora esportiva anglesa. Va competir del 2000 al 2009 i des del 2011 ha dirigit diferents equips.

## Palmarès
- 2002
  - Vencedora d'una etapa a la Gracia Orlová
- 2004
  - Vencedora d'una etapa al Tour de l'Aude
- 2005
  - 1a al Cheshire Classic
- 2007
  - Vencedora d'una etapa al Tour de Gila
- 2008
  - Vencedora d'una etapa al Tour de Gila